# Steve Vickers
Stephen Vickers, detto Steve (Bishop Auckland, 13 ottobre 1967), è un ex calciatore inglese, di ruolo difensore.

## Palmarès

### Club

#### Competizioni nazionali
- Football League Trophy: 1

Tranmere: 1989-1990
- Second Division: 1

Middlesbrough: 1994-1995